# Maria Clara Eimmart
Maria Clara Eimmart (27. března 1676 Norimberk – 29. října 1707 Norimberk) byla německá astronomka, rytkyně a ilustrátorka. Byla dcerou a asistentkou Georga Christopha Eimmarta mladšího.

## Životopis
Maria Clara Eimmart se narodila v Norimberku. Byla dcerou malíře, rytce a amatérského astronoma Georga Christopha Eimmarta mladšího, který byl také ředitelem Norimberské akademie umění, Malerakademie, od roku 1699 do roku 1704. Její dědeček Georg Christoph Eimmart starší, byl také rytec a malíř portrétů, zátiší, krajin a historických námětů. Profese jejího otce byla lukrativní, ovšem on své výdělky vkládal do nákupů astronomických přístrojů a do výstavby soukromé observatoře. Byl pilným pozorovatelem a výsledky svého bádání publikoval ve svých memoárech a vědeckých pojednáních.
Vzhledem k silné řemeslné tradici v Německu, byla Maria Clara Eimmart schopná využít příležitosti stát se učednicí svého otce, od kterého získala značné znalosti francouzštiny, latiny, matematiky, astronomie, kreslení a rytí. Její schopnosti rytkyně jí dovolovaly, aby asistovala svému otci při jeho práci. Proslavila se díky svému záznamu měsíčních fází. Mimo jiné ilustrovala květiny, ptáky a klasické náměty, ale většina těchto prací byla ztracena.
V roce 1706 se provdala za Johanna Heinricha Mullera (1671–1731), otcova studenta a nástupce, který se stal ředitelem Eimmartovy observatoře v roce 1705. Muller také učil fyziku na Norimberském gymnáziu, kde mu Eimmart dělala asistentku. Muller byl také ovlivněn rodinou láskou k astronomii. Nejdříve byl pilný amatér a později se stal profesorem v Altorf, kde využil své schopnosti k zobrazování komet, slunečních skvrn a měsíčních pohoří s pomocí Marie Clary. Na začátku manželství mezi jejich přátele patřily bratři Rostovi, romanopisci a astronomové a Johann Gabriel Doppelmayr, historik astronomie.
Rok od jejich sňatku Maria Clara Eimmart zemřela během porodu v Norimberku.

## Fáze Měsíce
Eimmart je nejvíce známá pro své přesné astronomické ilustrace fází Měsíce provedené v paletě pastelových odstínů na tmavě modrém pozadí. Mezi roky 1693 a 1698, vytvořila přes 350 kreseb měsíčních fází. Tato kolekce je vytvořena výhradně na základě pozorování teleskopem a byla pojmenována Micrographia stellarum phases lunae ultra 300. Dvanáct těchto ilustrací bylo věnováno Luigimu Fernandovi Marsilimu, vědci a spolupracovníkovi jejího otce. Dalších deset se dochovalo v Boloni společně se třemi menšími studiemi na hnědém papíře. Pokročilá série zpodobnění fází Měsíce se stala základem pro novou lunární mapu. V roce 1706 Eimmart vytvořila dvě ilustrace totálního zatmění. Jsou zde také kresby planet a komet.
Podle Londy Schiebinger některé zdroje tvrdí, že Eimmart publikovala práci Ichnographia nova contemplationum de sole pod jménem jejího otce v roce 1701. Ovšem neexistuje důkaz, který by potvrzoval, že se jednalo o její práci a nikoli práci otce.

## Galerie

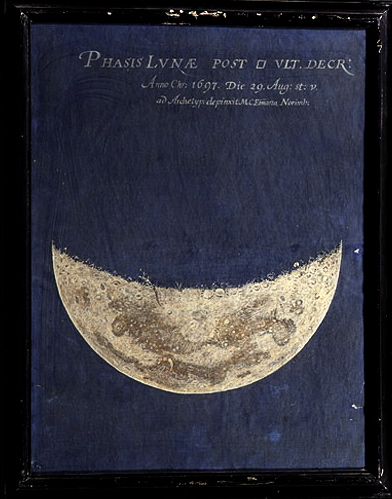
Pozorování fází Měsíce
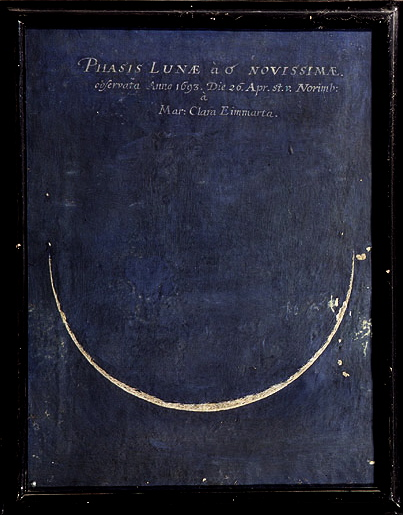
Druhá fáze Měsíce
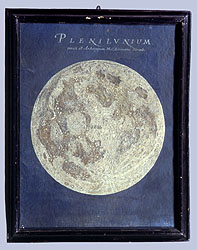
Ilustrace úplňku
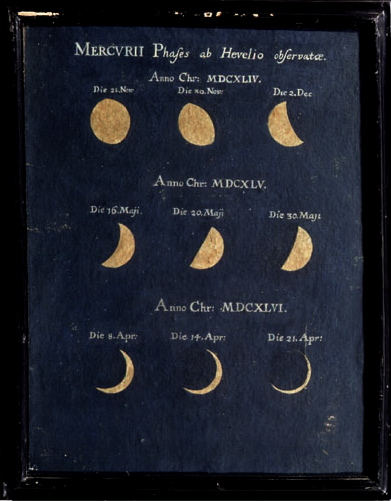
Fáze Merkuru pozorované Johannesem Heveliem
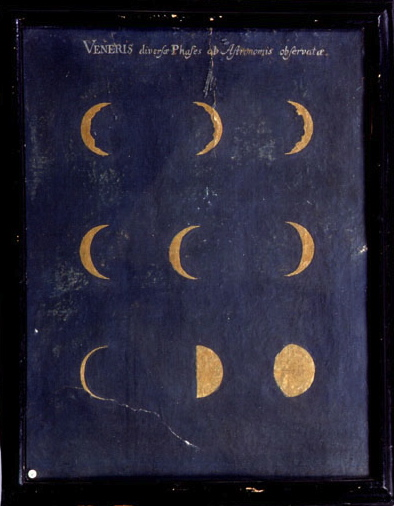
Fáze Venuše
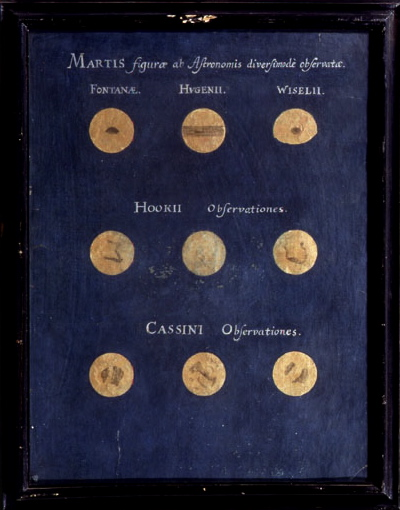
Aspekt Marzu
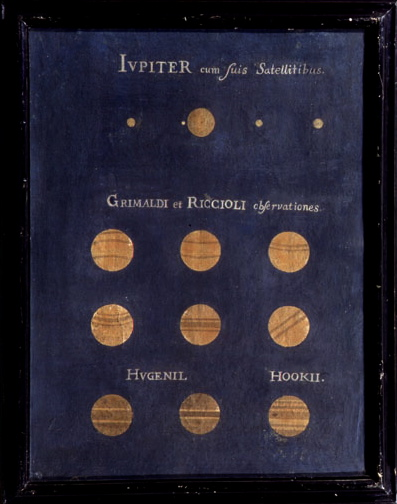
Aspekt Jupiteru
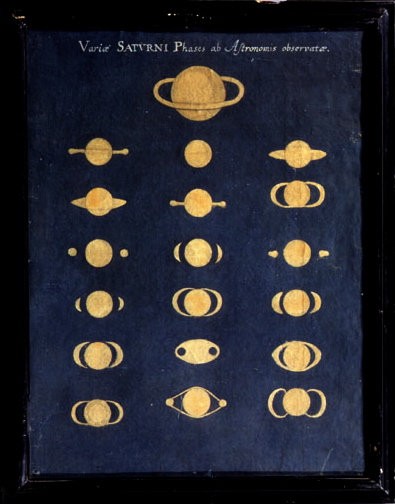
Aspekt Saturnu
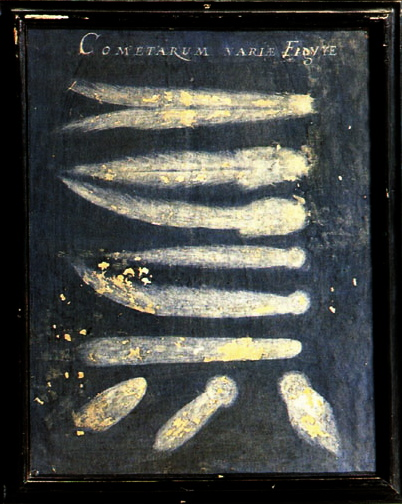
Komety
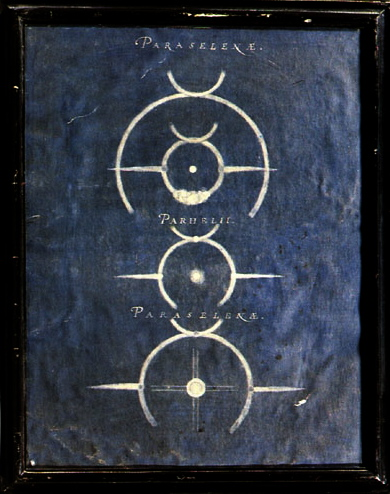
Paraselene a Parhelion
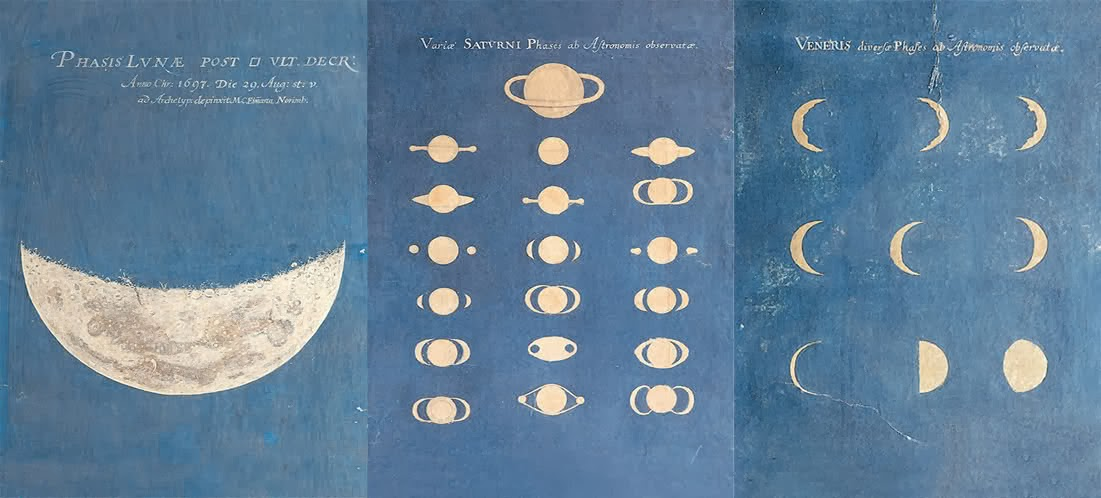
Astronomické ilustrace